# برتراند هالبرين
برتراند هالبرين (بالإنجليزية: Bertrand Halperin)‏ (و. 1941 – م) هو فيزيائي من الولايات المتحدة الأمريكية . ولد في بروكلين .
وهو عضواً في الأكاديمية الوطنية للعلوم، والأكاديمية الأمريكية للفنون والعلوم .

## التعليم
تعلم في جامعة هارفارد، وجامعة كاليفورنيا، بركلي

## مناصب وهيئات
أدار جامعة هارفارد، وجامعة ليدن.

## جوائز
حصل على جوائز منها:
- Lars Onsager Prize (2001)
- Oliver E. Buckley Condensed Matter Prize (1982).